# Pelidnota dubia
Pelidnota dubia es una especie de escarabajo del género Pelidnota, familia Scarabaeidae. Fue descrita científicamente por Bates en 1904.
Habita en Colombia.